# Subjel
Subjel es un pueblo ubicado en la municipalidad de Kosjerić, en el distrito de Zlatibor, Serbia.

## Superficie
Posee una superficie de 8,393 kilómetros cuadrados.

## Demografía
Hasta 2011 la población era de 179 habitantes, con una densidad de población de 21,33 habitantes por kilómetro cuadrado.